# Tribu Yankton Sioux
La Tribu Yankton Sioux - en dakota iháŋktȟuŋwaŋ dakota oyate "poble de la vila del final." és una tribu reconeguda federalment d'amerindis dels Estats Units de la Nació Dakota, que viu a la reserva índia Yankton, a la part meridional de Dakota del Sud, a la frontera amb Nebraska i als marges del riu Mississipi. Fou creada per llei el 1894, amb uns 40.000 acres. La principal font d'ingressos és el Casino Fort Randall, encara que darrerament s'ha desenvolupat el turisme d'oci als marges del riu, la cacera i la pesca esportives.

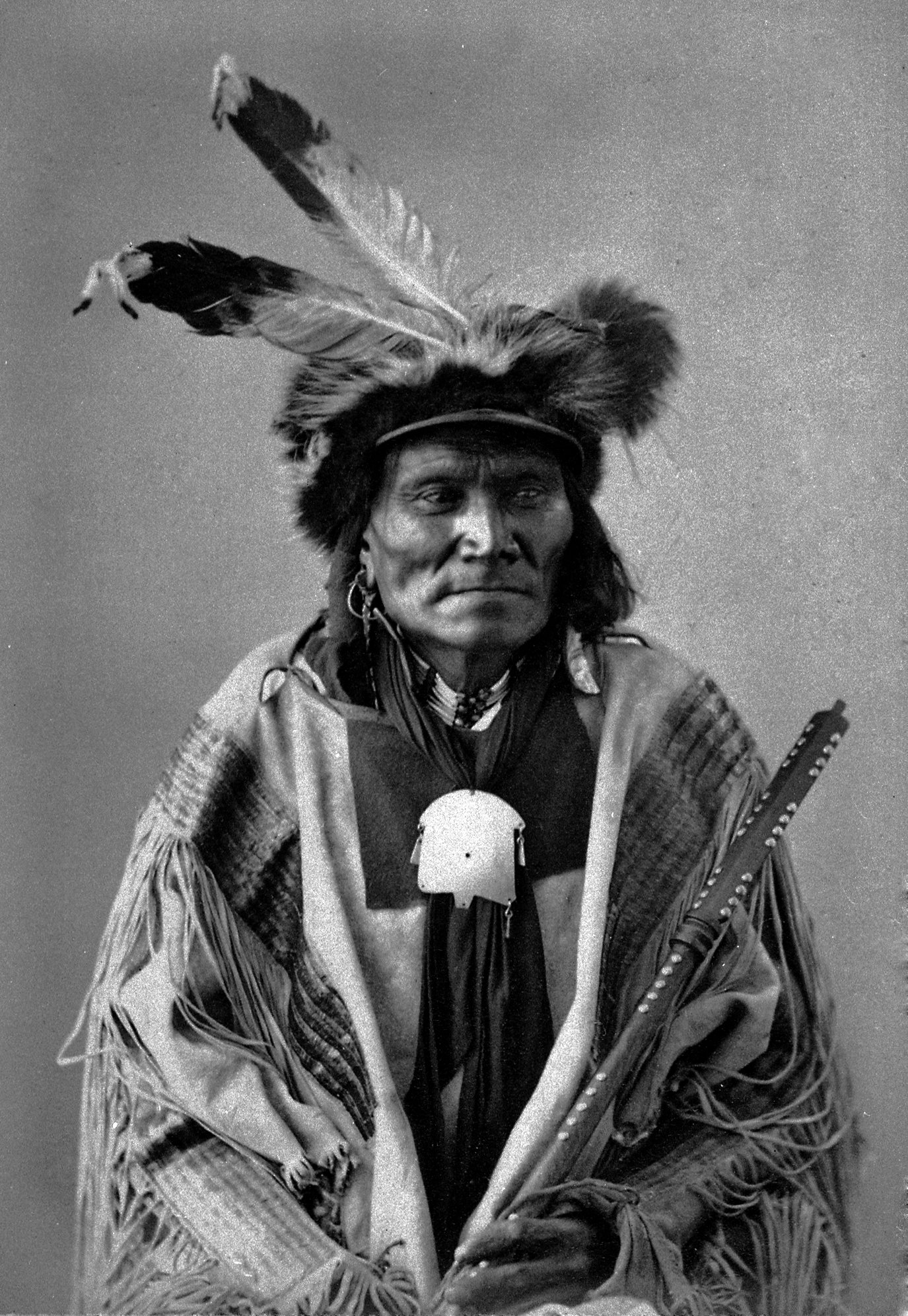
Long Fox o To-Can-Has-Ka, 1872

La tribu manté un ramat de bisons lliures.

## Lewis & Clark

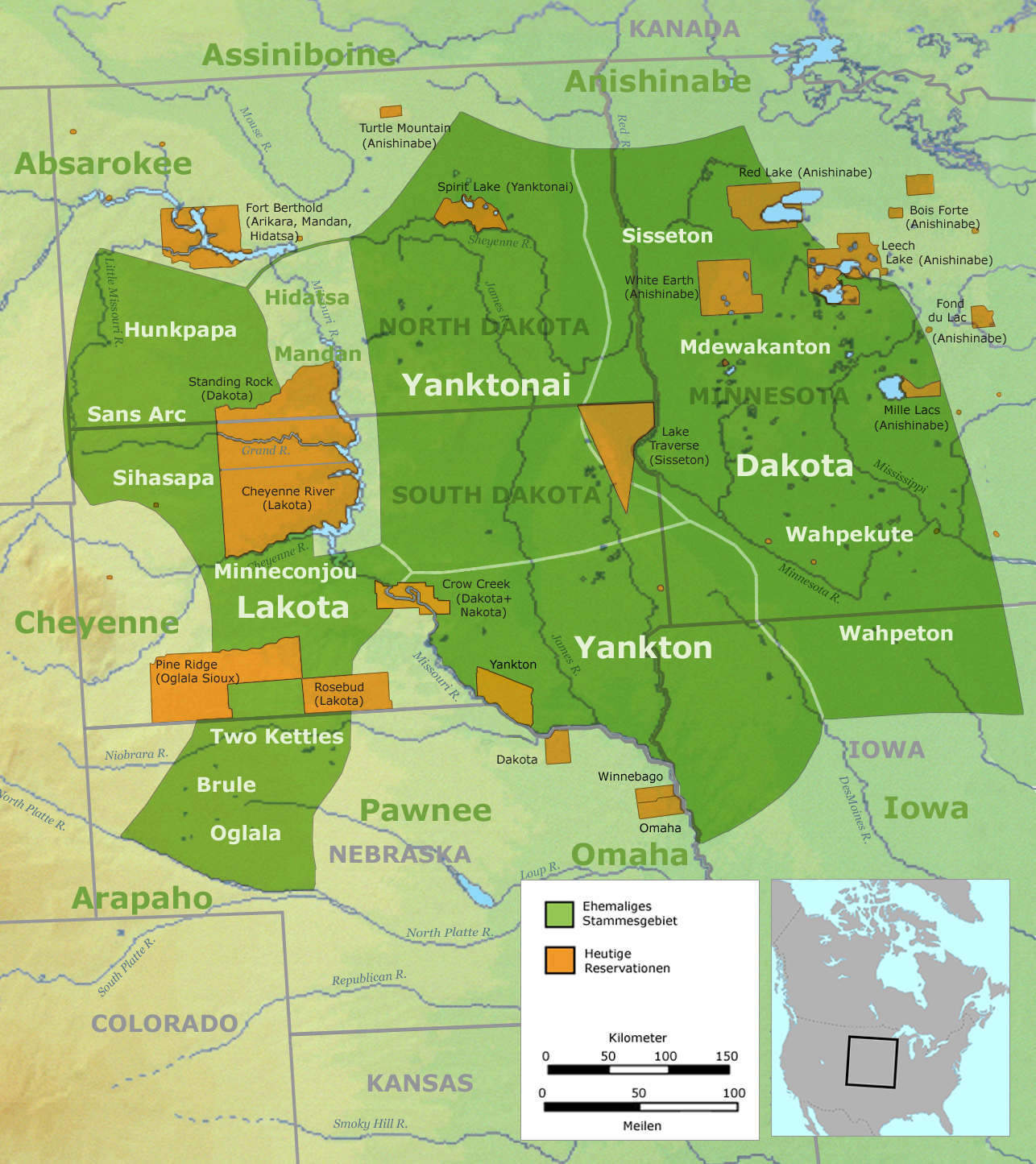
Territori original de la Gran Nació Sioux (en verd): els lakota (inclosos els sans arc o itazipco), els nakota (yanktonai i yankton) i Dakota, així com el territori de les reserves (taronja)

Segons la llegenda local, quan Meriwether Lewis es van assabentar que havia nascut un nen prop de campament de l'expedició en el que avui és el sud-est de Dakota del Sud, va anar a veure al nen i va embolcallar al bebè nounat en una bandera dels Estats Units durant un concili a Calumet Bluff a la fi d'agost de 1804. Lewis va declarar que el nadó era estatunidenc. Aquest nen va créixer per convertir-se en cap dels Dakota Ihanktonwan (Yankton Sioux), conegut com a Struck By-the-Ree. Tanmateix, els diaris de l'expedició no esmenen l'incident.

## Pressió i cessió de terres
A la fi del 1850 la pressió d'obrir el que avui és el sud-est de Dakota del Sud a la colonització blanca s'havia tornat molt forta. Struck by the Ree i diversos altres caps van viatjar a Washington, DC, a la fi de 1857 per negociar un tractat amb el govern federal. Durant mesos, més de tres anys i mig, van treballar els termes d'un tractat de cessió de terres. El Tractat de Washington es va signar el 19 d'abril de 1858.
En tornar de Washington, Padaniapapi (Struck-by-The-Ree) li va dir al seu poble: "Els homes blancs estan arribant com cucs. És inútil resistir-s'hi. Són molts més que nosaltres. No els podríem detenir. Molts dels nostres valents guerrers serien assassinats, les nostres dones i nens que es quedarien en el dolor, i encara no els hauríem detingut. Hem acceptar-ho, aconseguir els millors termes que podem obtenir i tractar d'adoptar les seves formes. "
Per al voltant d'onze milions i mig d'hectàrees, es van pagar en els següents 50 anys aproximadament 1,6 milions de dòlars en anualitats. Disposicions específiques del tractat instaven a ensinistrar la tribu per desenvolupar habilitats en l'agricultura i arts industrials. Aquest tractat preveia el trasllat de la tribu a una reserva de 475.000 hectàrees al costat nord del riu Missouri en el que avui és comtat de Charles Mix. (Charles E. Mix va ser el comissionat que va signar pel govern federal.) El Senat dels Estats Units va ratificar el tractat el 16 de febrer 1859 i el president Buchanan el va autoritzar deu dies després. El 10 de juliol de 1859, els Yankton Sioux desocupar les terres cedides i es van traslladar a la novament creada reserva.

## Govern
La tribu té la seu a Wagner (Dakota del Sud) i és governada per un consell tribal escollit democràticament. La seva constitució original fou ratificada en 1891.

## Reserva
La reserva índia de la tribu és la reserva índia Yankton, establida en 1853 al comtat de Charles Mix. La major part de la tribu s'hi traslladà en la dècada de 1860.

## Desenvolupament econòmic
La tribu posseeix i opera el Fort Randall Casino i Hotel a Pickstown, Dakota del Sud, així com els restaurants Lucky Lounge i Four Directions.
Altres empleadors són el Indian Health Services, la mateixa tribu, Bureau of Indian Affairs, i Marty Indian School.

## Membres tribals notables
- Indigenous[5]
- Ella Cara Deloria (lingüista, etnòloga)
- Zitkala-Sa (escriptora i activista)
- Maria Pearson (activista, "Rosa Parks del NAGPRA")
- Greg Zephier Sr. activista de l'AIM i músic